# La Sexta
La Sexta (estilizado como laSexta) es un canal de televisión español en abierto, propiedad de Atresmedia. Su programación es generalista, aunque con especial presencia de programas de humor y entretenimiento, y programas de análisis de actualidad.
La Sexta es controlada a través de los estudios de Atresmedia en San Sebastián de los Reyes (Madrid). Anteriormente, cuando era propiedad de la Gestora de Inversiones Audiovisuales La Sexta, la cadena poseía dos sedes: una en la Ciudad de la Imagen en Pozuelo de Alarcón (Madrid), donde se grababan los informativos, programas y logística diversa, y otra en el Edificio Imagina de Esplugas de Llobregat (Barcelona), donde se gestionaba su continuidad y emisión.

## Historia
La Gestora de Inversiones Audiovisuales La Sexta recibió la licencia de emisión el 25 de noviembre de 2005, empezó la emisión en pruebas en TDT el 12 de diciembre, poco antes de conocerse las frecuencias analógicas asignadas de Madrid (33) y Barcelona (63).
El 23 de diciembre empieza su emisión analógica con el bucle que emitía en digital, en las ciudades de Madrid y Barcelona, extendiéndose posteriormente. El 23 de enero de 2006 empieza la emisión de un video promocional sobre la sintonización de la cadena y no sería hasta el 20 de febrero que comenzarían las emisiones en pruebas con contenidos. Comienzan a las 21:00h con documentales (Champions, Natura) y programas dedicados al tuning, (Tuning Manía). Desde el 22 de febrero, La Sexta ya emite doce horas diarias de programación.
El 2 de marzo se produce la primera emisión en directo, con un partido de fútbol entre Croacia y Argentina, cinco días antes de que en el Círculo de Bellas Artes, José Miguel Contreras dé a conocer en el Fórum Europa la fecha oficial de inicio de la cadena, que sería el 27 de marzo.
Ese día, se produce el lanzamiento oficial de la cadena con un programa presentado por su presidente, Emilio Aragón, en el que anuncia junto a Florentino Fernández, que emitirá la Copa Mundial de Fútbol de 2006, si bien, los derechos de los partidos de la selección de fútbol de España, junto con el partido inaugural y la final, serían compartidos con la también recién nacida cadena Cuatro.
Desde el principio de la cadena, como demuestra la compra de la Copa Mundial de Fútbol, así como de partidos de selecciones, y el 27 de julio Mediapro, accionista de La Sexta, anuncia su entrada en Audiovisual Sport y días después la concesión a La Sexta durante tres años, la emisión del partido en abierto de Liga de Primera División, los sábados a las diez de la noche que hasta el momento pertenecía a las cadenas autonómicas integradas en la FORTA. Poco después se anunciaría que La Sexta compartiría con TV3, TVG y Canal 9, estos derechos.
También compró los derechos de la Copa de la Liga inglesa y los de la Copa Mundial de Clubes de la FIFA 2006, en el que participó el F. C. Barcelona.
La cadena emitió la final de 2007 de la Copa ULEB 2006-07 y se ha hecho con los derechos de transmisión de los EuroBaskets de España 2007, Polonia 2009 y Lituania 2011, y del Campeonato Mundial de Baloncesto de 2010 de Turquía (derechos comercializados por Mediapro). En marzo de 2008 adquirió a Mediapro los derechos de emisión de la Fórmula 1 para el periodo 2009-2013. El 18 de abril del mismo año anuncia la adquisición a la Formula One Management de los derechos de emisión de la GP2 Series.
Desde el 1 de julio de 2007, La Sexta dejó de emitir en Digital+ al existir un conflicto debido a la publicidad de la plataforma en la que se mencionaba que esta poseía «todo el fútbol» sin mencionar a la recién creada cadena, que por aquel entonces emitía un partido cada sábado.
En cuanto a programas de producción propia, son los que más fama le han dado a la cadena, después de los deportes, destacando espacios como Sé lo que hicisteis... en la sobremesa, El intermedio en el access-prime time, Buenafuente en el late night o Salvados en el prime time de los domingos. En lo que respecta a producción extranjera, esta cadena ha hecho importantes desembolsos para comprar series de éxito en Estados Unidos como El mentalista, Bones, Navy: investigación criminal, Padre de familia, Futurama y The Walking Dead.
El 30 de mayo de 2008 se puso en marcha la plataforma web 2.0 www.misexta.tv, donde los usuarios pueden ver los contenidos de sus series y programas en alta definición a cualquier hora y en cualquier lugar. La cadena de televisión tuvo que utilizar este sitio al haber comprado un ciberokupa el dominio www.lasexta.tv, antes incluso de que se le otorgase la licencia de emisión, este fue comprado por Telecinco, pero ya ha sido obtenido por La Sexta.
A mediados de 2010, miSexta.tv fue abandonado, creándose un nuevo espacio (SextaTV) más simple y más rápido que su predecesor en la web de la cadena donde se transfirieron los anteriores vídeos y donde siguen colgando los nuevos programas.
En abril de 2009, La Sexta batió su récord de audiencia con un 7,7% y el 4 de junio de 2009, y por segundo día consecutivo, La Sexta marcó su máximo histórico en una jornada sin eventos deportivos, alcanzando así un 7,7% de cuota de pantalla. En la TDT terminó el día con un 9,7% de cuota de pantalla, superando así a Cuatro (8,2%). Esa misma semana La Sexta batió su récord en días laborables, con un 6,8%.
Desde del 1 de junio de 2010, La Sexta comienza a emitir su continuidad y publicidad en 16:9 junto con los informativos, siendo la tercera cadena nacional en hacerlo tras Telecinco y Veo Televisión.
El 11 de enero de 2011, La Sexta estrena The Walking Dead convirtiéndose en el estreno más visto de la historia de la cadena y también como la serie extranjera más vista (3 059 000 y 16,1% de audiencia)
El 16 de enero de 2011, La Sexta estrena El club de la comedia con Eva Hache convirtiéndose en un éxito, consiguiendo ser el programa más visto de la historia de La Sexta el 6 de febrero sin tener que ver con retransmisiones deportivas (11% y 2 210 000).
Desde el 1 de febrero de 2011, La Sexta emite El Taquillazo, un contenedor de grandes películas gracias a los acuerdos con 20th Century Studios, Warner Bros y Metro-Goldwyn-Mayer, que incluye películas como Max Payne, Resacón en Las Vegas, Quantum of Solace, La jungla 4.0 y las sagas Harry Potter y X-Men entre otras. Gracias a dichos acuerdos también estrenó un canal dedicado al cine, La Sexta 3, siendo este el primero en la televisión en abierto.
El 25 de octubre de 2012, se estrenó Pesadilla en la cocina convirtiéndose en el mejor estreno de un reality en La Sexta alcanzando un 13,7% de cuota de pantalla y 2 802 000 espectadores.
El 18 de febrero de 2013, Así nos va fue el mejor estreno de un programa de sobremesa en La Sexta obteniendo un 6,8% de cuota de pantalla y 930 000 espectadores.
El domingo 2 de junio del 2013, el programa El objetivo de Ana Pastor se convirtió en el mejor estreno de la cadena consiguiendo un 14,9% de cuota de pantalla y 2 600 000 espectadores.
La emisión el 23 de febrero de 2014 del documental de ficción Operación Palace, dirigido por Jordi Évole, sobre el golpe de Estado del 23 de febrero de 1981, alcanza una enorme repercusión en prensa escrita y redes sociales, y se convierte en la emisión, de carácter no deportivo, más vista en la historia de la cadena, con 5,2 millones de espectadores y un 23,9% de cuota de pantalla.
El 20 de junio de 2014, el programa Zapeando presentado por Frank Blanco alcanzó su máximo histórico de audiencia con un 8,0% de cuota de pantalla y 1 031 000 espectadores.
El 8 de octubre de 2014, el informativo La Sexta Noticias 14h presentado por Helena Resano alcanzó su máximo histórico de audiencia con un 15,6% de cuota de pantalla y 1 743 000 espectadores.
El 25 de octubre de 2014, el programa de debate político y actualidad La Sexta noche consiguió su máximo histórico de audiencia con un 16,6% de cuota de pantalla y 2 053 000 espectadores.
El 27 de octubre de 2014, el programa El intermedio consiguió su máximo histórico de audiencia con un 16,1% de cuota de pantalla y 3 232 000 espectadores. También, el mismo día, el magacín vespertino Más vale tarde presentado por Mamen Mendizábal consiguió su máximo histórico de audiencia con un 10,6% de cuota de pantalla y 1 051 000 espectadores.
Además, el 27 de octubre de 2014, el informativo La Sexta Noticias 20h presentado por Cristina Saavedra alcanzó su máximo histórico de audiencia con un 13,6% de cuota de pantalla y 1 841 000 espectadores.
El 24 de mayo del 2015, el especial informativo de la noche electoral de Al rojo vivo, denominado Objetivo: Elecciones presentado por Antonio García Ferreras y Ana Pastor alcanzó el máximo histórico de audiencia de la cadena con un 16% de cuota de pantalla media y el minuto de oro con 19,6% de cuota de audiencia y 4 098 670 espectadores. poniéndose al nivel de las cadenas generalistas tradicionales.
El 7 de diciembre de 2015, Atresmedia organizó un debate a cuatro entre tres candidatos a la presidencia, Pablo Iglesias, Albert Rivera y Pedro Sánchez; y la Vicepresidenta del Gobierno, Soraya Sáenz de Santamaría. El debate, emitido por Atresmedia (Antena 3, La Sexta, Onda Cero y Atresplayer) y moderado por Vicente Vallés junto a Ana Pastor, obtuvo 9,2 millones de espectadores de media. Asimismo, hubo un especial previo y posterior de Al rojo vivo presentado por Antonio García Ferreras.
El 27 de marzo de 2016 cumplió 10 años y lo celebró el 10 de abril con un especial en prime time de un documental llamado 10 años viéndonos. Ese mismo día se estrenó el nuevo logotipo y una nueva imagen de continuidad.
El 1 de julio de 2017 retransmitió la manifestación y el desfile del WorldPride Madrid 2017.
El 8 de marzo de 2018, hizo un seguimiento de las multitudinarias manifestaciones por la igualdad de género en varias ciudades de España durante el Día Internacional de la Mujer.
El 23 de abril de 2019, tras el éxito del debate llevado a cabo en 2015, Atresmedia volvió a organizar uno entre cuatro de los candidatos a la presidencia: Pablo Iglesias, Albert Rivera, Pedro Sánchez y Pablo Casado. Moderado por Vicente Vallés junto a Ana Pastor y emitido por Antena 3, La Sexta, Onda Cero y Atresplayer una vez más, el espacio obtuvo 9 477 000 millones de espectadores de media y un 48,7% de cuota de pantalla (entre Antena 3 y La Sexta). Igual que en la ocasión anterior, hubo un especial previo y posterior de Al rojo vivo presentado por Antonio García Ferreras.
El 27 de marzo de 2021 cumplió 15 años y de cara a la temporada televisiva 2021/2022 hubo cambios de presentadores en varios programas: Mamen Mendizábal abandonó Más vale tarde tras 9 años para hacer un programa de «prime time», su hueco lo cubrió Cristina Pardo y Iñaki López, que abandonaron Liarla Pardo y La Sexta noche respectivamente. José Yélamo y Verónica Sanz presentaron La Sexta noche, y el hueco del fin de semana lo cubrió un nuevo programa de Nuria Roca.
En junio del 2023 se anunció que la cadena vuelve apostar por las tardes del sábado, con una versión de Más vale tarde llamado Más vale sábado con un tono más divertido y de entretenimiento. Esta versión sería presentada por Adela González (que volvería al programa y a la cadena, esta vez como presentadora titular) y Boris Izaguirre, cogiendo el relevo de Aruser@s Weekend.
El 10 de julio de 2023, Atresmedia organizó un debate entre los candidatos a la presidencia: Pedro Sánchez y Alberto Núñez Feijóo. Este fue moderado por Ana Pastor García y Vicente Vallés emitido por La Sexta, Antena 3, Onda Cero y Atresplayer una vez más. El Espacio obtuvo en La Sexta un 21,4% de cuota de pantalla y 2.716.000 espectadores y en total obtuvo un 46,5% de cuota de pantalla con 5.910.100 espectadores. Igual que en las ocasiones anteriores, hubo un especial previo y posterior de Al rojo vivo presentado por Antonio García Ferreras.
El 25 de marzo de 2024 Atresmedia anunció que había alcanzado un acuerdo con DAZN y MotoGP para la emisión en abierto de los grandes premios de España (Jerez), Cataluña y Valencia en 2024 y 2025. La Sexta emitiría en directo las carreras de MotoGP, Moto2™ y Moto3™ de estos grandes premios del Campeonato Mundial de Motociclismo.
El 27 de marzo de 2024 cumplió 18 años. Para celebrarlo, el día 7 de mayo de 2024, la cadena durante la emisión del informativo La Sexta Noticias 20h estrenó el nuevo logotipo y una nueva imagen de continuidad. Ese mismo día se anunciaron los especiales de El intermedio, que también celebraba 18 años de emisión para el día 9 de mayo y La Sexta columna que a través de entrevistas a los presentadores de la cadena haría un retrato de cómo ha cambiado el país en estos años.

### Alta definición
La Sexta comenzó su primera emisión en HD el 22 de agosto de 2010, cuando en su señal de TDT, La Sexta 2 comenzaron a emitir con una resolución de 1440X1088 y códec de vídeo H.264 el partido del Campeonato Mundial de Baloncesto de 2010 entre España-Estados Unidos. Finalizadas esas pruebas, La Sexta confirmó la emisión del Campeonato Mundial de Baloncesto de 2010 en ese formato en una emisión de un partido. Posteriormente, en el canal de Twitter de la cadena, se desmintió la posibilidad de emitir en Alta definición los partidos. Poco después, la cadena se contradecía afirmando la emisión del baloncesto en Alta definición, aunque la noticia duró poco ya que se volvieron a contradecir negando la emisión en HD, y cuando hablaban de emitir en ese formato, se referían a la HD web, de menor calidad que la alta definición real. Sin embargo, el 31 de agosto se volvió a emitir un partido en HD, dejando en duda la continuidad de este canal. Sin embargo, el 4 de octubre de 2010, se emite una nota de prensa donde se habla de La Sexta 3, el segundo canal hermano de La Sexta en abierto, donde Contreras menciona el lanzamiento, en noviembre, de La Sexta HD con señal comprimida por falta de espacio, al principio no disponía de teletexto hasta el 1 de octubre de 2012, día en el que Gestora de Inversiones Audiovisuales La Sexta se fusionó con el Grupo Antena 3 convirtiéndose en Atresmedia. Finalmente, y tras días de especulación, el nuevo canal es lanzado el 1 de noviembre de 2010.
El 27 de septiembre de 2010 la cadena confirmó el lanzamiento de La Sexta 2, un canal que sin embargo no tendrá ninguna emisión en HD, consistiendo solo en repeticiones y reposiciones del canal principal. Posteriormente se pudieron disfrutar de programas inéditos de La Sexta 2, como Buenafuente o Al rojo vivo. El 1 de mayo de 2012 se sustituye por el canal Xplora, el cual fue cerrado en el año 2014.
Las versiones en definición estándar (SD) y en alta definición (HD) coexistieron hasta el 14 de febrero de 2024, cuando Atresmedia pasó a emitir solamente en HD.

## Programación
La programación de La Sexta se basa en tres pilares básicos como son la información, el entretenimiento y el humor. Asimismo, el público al que va destinada es a una audiencia principalmente masculina y urbana, de entre 25 y más de 65 años de edad, y de clase media, media-alta y alta.
En sus inicios destacó por su apuesta por eventos deportivos, como pudieron ser la Liga de Primera División, Copa Mundial de Fútbol de 2006, Campeonato Mundial de Baloncesto de 2006 y 2010, Campeonato Europeo de Baloncesto Masculino de 2007 o la Fórmula 1, pero tras su fusión con Antena 3 se abandonaron a excepción del Masters de Madrid. Sin embargo, se hizo con los derechos de emisión de la Liga de Segunda División y de los partidos de clasificación para la Copa del Rey de fútbol 2014-15.
Actualmente entre sus programas destacan Salvados, Lo de Évole, Al rojo vivo, Más vale tarde, El objetivo, La Sexta columna o Equipo de investigación. También realiza una fuerte apuesta por programas de entretenimiento como El intermedio, Zapeando, Aruser@s, Pesadilla en la cocina, La Roca, #Caso , Conspiranoicos,  ¿Quién quiere ser millonario?  y Batalla de restaurantes.
Anteriormente otra parte fundamental de la programación de la cadena eran las series extranjeras. Uno de sus principales lemas era "Serial Lovers", donde se encontraban series como Bones, True Detective, The Walking Dead, Juego de tronos, Navy: Investigación Criminal, Boardwalk Empire, The Following, Person of Interest, El mentalista, Gomorra y Revolution. También las series españolas han tenido un pequeño hueco en la programación del canal como, por ejemplo, Refugiados, El incidente, Hierro o BuenAgente. Además, el cine americano también tiene espacio en La Sexta, siendo su principal contenedor El Taquillazo.[cita requerida]
Respecto a las franjas de audiencia en las que La Sexta tiene más éxito son las sobremesas y las tardes, así como la franja matinal. Sin embargo, presenta bajadas de audiencia en la franja de madrugada y los fines de semana.[cita requerida]
Por otro lado, como otro aspecto destacable, desde el 3 de septiembre de 2018, con el estreno de Aruser@s (por aquel entonces, Arusitys), se convirtió en el canal de televisión nacional, con más horas de programación en directo de manera ininterrumpida de lunes a viernes. Concretamente, son 15 horas diarias de programación en directo entre las 07:30 y las 22:30.

### Servicios Informativos
Los informativos de La Sexta se caracterizan por un estilo crítico y lenguaje coloquial. Así, este informativo pivota sobre una línea editorial fuerte y un componente claro de explicación concisa de las claves de la actualidad política, social y económica.
Durante las legislaturas de José Luis Rodríguez Zapatero se interpretó que la cadena era afín al gobierno y al PSOE, si bien la cadena prefirió hacer énfasis en su espíritu "irreverente".
De los Servicios Informativos se destacan los siguientes programas: Al rojo vivo, Más vale tarde, La Sexta columna y LaSexta Xplica.

## Premios
- La Federación de Asociaciones de Implantados Cocleares de España (AICE) premia a La Sexta por el gran número de horas de programación subtitulada. Actualmente subtitula más del 82 % de su programación,[cita requerida] donde se incluye íntegramente sus informativos: la presentación de las noticias, las piezas, los totales y los directos, siendo la única televisión de cobertura nacional que lo hace.[cita requerida]
- El millonario: Antena de Oro 2012 a Nuria Roca.
- El club de Flo: Micrófono de Oro 2007 a Florentino Fernández .
- Sé lo que hicisteis...: El programa fue premiado en numerosas ocasiones, siendo las más destacadas: 6 TP de Oro, 4 premios ATV, Antena de Oro, Micrófono de oro y Premio de la Plataforma por una Televisión de Calidad 2008.
- El intermedio: Premio Ondas 2009 como mejor programa de actualidad y Premio Iris a mejor presentador de programas de entretenimiento en 2008, 2011, 2012 y 2013 y mejor programa de entretenimiento en 2011, 2012 y 2013 y mejor guion en 2012 y 2013, Premio FesTVal 2010 a espacio más divertido, y Premios Ondas 2013.
- Buenafuente: Premio Ondas 2006, Premio ATV a mejor conducción de programas de entretenimiento en 2007, a mejores guionistas y mejor presentador de programa de entretenimiento en 2009, a mejor programa de entretenimiento y mejor presentador de programa de entretenimiento en 2010, Micrófono de Oro 2007 y TP de Oro.
- Salvados: Premio Ondas 2008 a la innovación y a la calidad televisiva, Antena de Oro 2010, Premio Ondas 2011 a mejor presentador, y Premio Iris 2011 y 2012 a mejor programa de actualidad y mejor reportero en 2011, 2012 y 2013, Premio FesTVal 2012 a mejor producto del año, y Premio Ondas 2013 a mejor cobertura especial o informativa y Premio Iris 2013 a mejor programa documental (por su entrega sobre el accidente del metro de Valencia).
- La Sexta Noticias: 2 nominaciones a TP de Oro a mejor presentadora (Mamen Mendizábal), Antena de Oro 2009 a Helena Resano y Premio Iris 2012 y 2013 a mejor informativo.
- La Sexta Meteo: Antena de Oro 2011 a Miriam Santamaría.[24]
- Al rojo vivo: Premio FesTVal 2012 al espacio que refleja mejor la actualidad.
- La Sexta noche: Premio FesTVal 2013 al espacio que refleja mejor la actualidad.
- Pesadilla en la cocina: Premio FesTVal 2013 a descubrimiento del año.
- Más vale tarde: Antena de Oro 2013.
- Zapeando: Antena de Plata 2014 a Cristina Pedroche.
- Premio de la Confederación de Asociaciones de Padres de Alumnos de Andalucía por la Enseñanza Pública (CODAPA) 2010 a La Sexta por sus espacios para la educación. En concreto, reconocer con especial interés la serie animada Kiko y Carlota por fomentar la educación fuera de las aulas en cuestiones como el ahorro energético o el reciclaje, entre otras.[25][26][27]

## Imagen corporativa

Logotipo usado desde 2005 hasta 2007.
Logotipo usado desde 2007 hasta 2016.
Logotipo usado desde 2016 hasta 2024.
Logotipo usado desde 2024.

### Eventos especiales

Logotipo usado durante el Orgullo LGTB desde 2017.
Logotipo usado durante el 8 de marzo de cada año desde 2018 por el Día Internacional de la Mujer, acompañado del eslogan 'Por la igualdad'.

## Polémicas